# Ordine nazionale del Dahomey
L'Ordine Nazionale del Dahomey è stato un ordine cavalleresco del Benin.

## Storia
L'Ordine è stato fondato nel 1960 ed è stato abolito nel 1986 quando fu costituito l'Ordine Nazionale al Merito

## Classi
L'Ordine disponeva delle seguenti classi di benemerenza:
- Cavaliere di Gran Croce
- Grand'Ufficiale
- Commendatore
- Ufficiale
- Cavaliere

| Nastri    |           |              |                 |                         |
| Cavaliere | Ufficiale | Commendatore | Grand'Ufficiale | Cavaliere di Gran Croce |

## Insegne
- Il nastro era marrone con al centro due strisce verdi, due gialle e una rossa.